# Митяево (Московская область)
Митяево — деревня в Наро-Фоминском районе Московской области, входит в состав муниципального образования Городское поселение Верея. Население — 32 чел. (2010), в деревне числятся 5 улиц. До 2006 года Митяево входило в состав Симбуховского сельского округа.
Деревня расположена в западной части района, на правом берегу реки Протва, в 2,2 км к северо-западу от города Верея, высота центра над уровнем моря 193 м. Ближайшие населённые пункты — Рождествено в 1 км на северо-восток и Мерчалово в 1,5 км на север. Примерно до 1990 года для проезда к этим населённым пунктам вблизи Митяево существовал мост через реку Протву.

## Население
| 2002 | 2006 | 2010 |
| ---- | ---- | ---- |
| 23   | ↘13  | ↗32  |